# أرنو بوتش
أرنو بوتش (بالفرنسية: Arnaud Boetsch) مواليد 1 أبريل 1969 في فرنسا، هو لاعب كرة مضرب فرنسي سابق بدأ مسيرته كمحترف سنة 1987 وكان يلعب باليد اليمنى، اعتزل اللعب في 1 سبتمبر 1999. أعلى تصنيف له في الفردي كان المركز الـ 12 في سنة 1996. سبق أن شارك في دورة الألعاب الأولمبية الصيفية.

## وصلات خارجية
- أرنو بوتش على موقع رابطة محترفي التنس (الإنجليزية)
- أرنو بوتش على موقع الاتحاد الدولي لكرة المضرب (الإنجليزية)
- أرنو بوتش على موقع كأس ديفيز (الإنجليزية)
- أرنو بوتش على موقع خلاصة التنس.كوم (الإنجليزية)
- أرنو بوتش على موقع اللجنة الأولمبية الدولية (الإنجليزية)
- أرنو بوتش على موقع أوليمبيديا (الإنجليزية)